# 節水

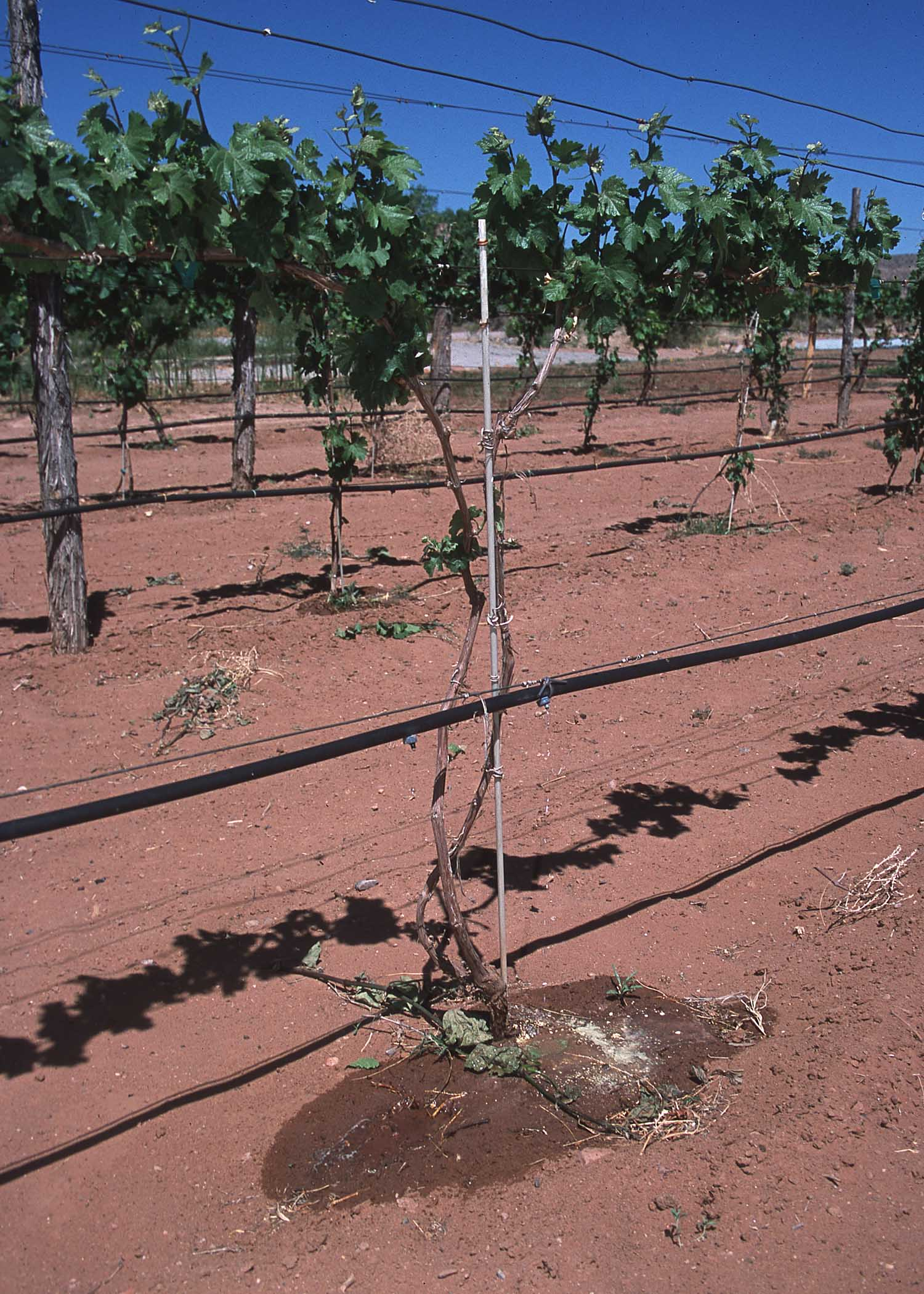
水を節約する点滴灌漑。

節水（せっすい）とは、水を節約すること、具体的には水道水や工業用水などの使用量を削減することである。を見直し、少量の水で同等の効果をあげる活動も含まれる。
しかしその一方で、都市構造において下水道などでは、一定量以上の水量が常に流入することを前提に設計されている場合に、汚水処理の機能に支障をきたす場合もある。

## 概要
主として降水量が少なくダムやため池など水源地の貯水量が減少した際に、節水の呼びかけが行われる。
また節水は節電の観点からも重要である。
より広義には水の利用方法を改善し、工業利用した水資源を工場施設内で浄化して再利用したり、また水の大量使用が前提とされていた活動、普段何気なく浪費してしまう分の水使用を制限し、これによって水の使用料を減らそうというものである。
例えば「水を出しっぱなしにしない」や「流水ではなく桶に溜めた水で作業する」、或いは「享楽のために使われていた水を、享楽を我慢することで使用しないで済むようにする」などがある。

## 家庭における節水
以下に家庭内で行われる節水の様式を示す。

### 風呂
- 風呂の残り湯を活用する。
- シャワーの使用水量に注意する。
- 湯船をあふれさせない。
- 沸かしすぎをしない（温度を下げるために余分な水を要する）
- シャワーヘッドを節水モデルに変える。
- 石鹸を使いすぎない。

なお風呂の残り湯を有効活用する方法としては、洗濯用水から打ち水、あるいはトイレの排水に利用するといった方法がある。バケツで水を汲んで一々運搬しなくて済むよう、電動式ポンプといった製品も市場に流通している。

### 洗面
- 洗髪、歯磨きなどの時に水を流したままにしない。
- 節水コマによって蛇口の流量を制限する。（台所なども同様）

また蛇口に気泡を取り込むための器具を取り付け、少ない水量でより流量（流れる体積）を増大させようという器具も見られる。こと流す水の量が同じなら、流水の水平方向の断面積は取り込まれた空気の泡によって増大するため、より効率よく広い面積を水の流れに晒すことができる。同様の理由により、台所などでは食器洗いのためのシャワーノズルといったものも見られる。

### 洗濯
- 風呂の残り湯を利用する。このために、洗濯機によっては給水ポンプが付いているものがある。また、給水機能がない洗濯機用に単体でも販売されている。
- 「注水すすぎ」ではなく「ためすすぎ」を用いる。
- 洗濯後、すすぎの前に必ず脱水を行なう（全自動では気にしなくて良いが、二槽式では移し変えしなければならない）。
- 洗濯の回数を減らし、まとめて洗う（二槽式洗濯機では特に有効）。
- 洗濯機に傾きやがたつきがあると、揺れが激しくなり途中停止して再度給水が始まる場合があるので、洗濯機に付いている水準器で水平になっているか確認したり、足のがたつきがないか確認する。
- あまり水を使わない方式の洗濯機を使う。

日本でよく使われている全自動パルセータ方式の洗濯機よりも、欧米で使用されているドラム式の洗濯機の方が使う水の量が少ない。ただしドラム式洗濯機はやや大型となるため設置場所の面では不利である。日本で「衣類乾燥機つき全自動洗濯機」として販売されている製品は、おおむねドラム式が多いため、使用水量が少なくて済む。年々改良が進んでおり、こと使用水量の軽減を謳っている製品では、従来ドラム式よりも更に少ない製品も見られる（「斜めドラム」など）。また縦型であっても一部の機種ではカビ予防のために槽に穴が空いておらず、それにより洗う際に外側まで水をためる必要が無く、その分だけ節水できる物も存在する。国民生活センターでは定期的に洗濯機の比較テストを行っている。ただ乾燥機能付きのものは同機能分だけ消費電力は大きく、省エネ効果は期待できない。

### 台所
- 米は無洗米を用いる。
- 食器は汚れが落とし易いよう、ためた水につけておく。

ただし台所用殺菌剤を使わずに食器を汚れが付いたまま水に数時間つけておくとブドウ球菌や大腸菌が大量に増殖し、普通の食器用洗剤では対処しきれなくなるので注意。またジョイを販売しているP&Gも「つけ置き洗いは推奨していません」とのこと。
- 流水ではなく、ため水で洗う。
- 汚れはあらかじめ拭き取っておく。

阪神・淡路大震災の際には、食器に食品用ラップフィルムを貼って使うという工夫が見られた。ただし、平時に於いてはこの方法はごみの量を増やすことになる。

### トイレ
- 貯水タンクに瓶・煉瓦などを入れ、貯水量を減らす。ただし、この方法は安易に用いると排水管の詰まりの原因になることもあるので注意が必要である。
- 排泄時における「音を消すための流水」をしない。

また近年では便器メーカーも形状を工夫することで、より少ない水量で清潔にできる「節水トイレ」を開発している。この他にも「消音用の流水」を擬似的に再現する「音を出すための装置」（→トイレ用擬音装置）を開発・販売しているメーカーもある。

### その他
- 雨水を利用する。
- 洗車の回数を減らす。

沖縄では常に水資源が限られるため、家屋の構造からして屋根に降った水を地下や併設された貯水升に蓄えるところもある。またそれ以外の地域でも、家の建設時に屋根からの排水を一時的に貯水升に蓄える構造を備える家も見られる。これら貯水ではボウフラがわく問題もあるため、普段は密閉式にしてあるなどの工夫が見られる。

## 機器における節水
電気洗濯機、自動食器洗い機など、水を大量に消費する機器においては、節水性能は商品価値を決める大きな要素として、常に改良が加えられている。

## 軍事面における節水
前近代から軍事面において節水は説かれてきた事で、上泉信綱伝の『訓閲集』（大江家の兵法書を戦国風に改めた書）巻五「攻城･守城」には、籠城の際の心得の一つとして、「無用なりとも水はもらさず、つつむべし。雑水も捨てる事なかれ。水一升は一人の用水なり。千人に十石なり。米洗いたる水にて人の手足を洗い、それを馬に飼うべし」と記述しており、捨てる事は極力避けていた。
近代軍事面の事情としては、長期間にわたり潜水活動に入る潜水艦乗りの場合も節水を義務付けられており、『タモリ倶楽部』の番組内解説（潜水艦に乗る体験・紹介）では、潜水艦の海自隊員は、節水のため、3日に1度の割り合いで髪を洗うと説明されている（フケが生じる衛生上の限度から考慮しても3日）。
陸自においても、硫黄島などの川も池もなく、周辺海域の波が荒いため、船で水も運べない離島においては、基地の貯水タンク（滑走路から流れた雨水を利用）に頼らざるをえないため、真夏の渇水時には、やはり数日ごとにシャワーを用いているとされ、節水事情は陸海共に問題とするところである。
米海軍にはネイビーシャワーという節水方式が定められている。
潜水艦以外の海上自衛隊の艦船では浴槽が設置されているが、外洋に於いて浴槽に張られる水は海水である。